# Ałtynaj Satyłgan
Ałtynaj Jergalikyzy Satyłgan (kaz. Алтынай Ерғаликызы Сатылған; ur. 29 marca 1997) – kazachska zapaśniczka walcząca w stylu wolnym. Zajęła dwunaste miejsce na mistrzostwach świata w 2018. Brązowa medalistka mistrzostw Azji w 2020 i 2021. Trzecia na mistrzostwach Azji kadetów w 2014 roku.